# Liste des États des États-Unis par altitude

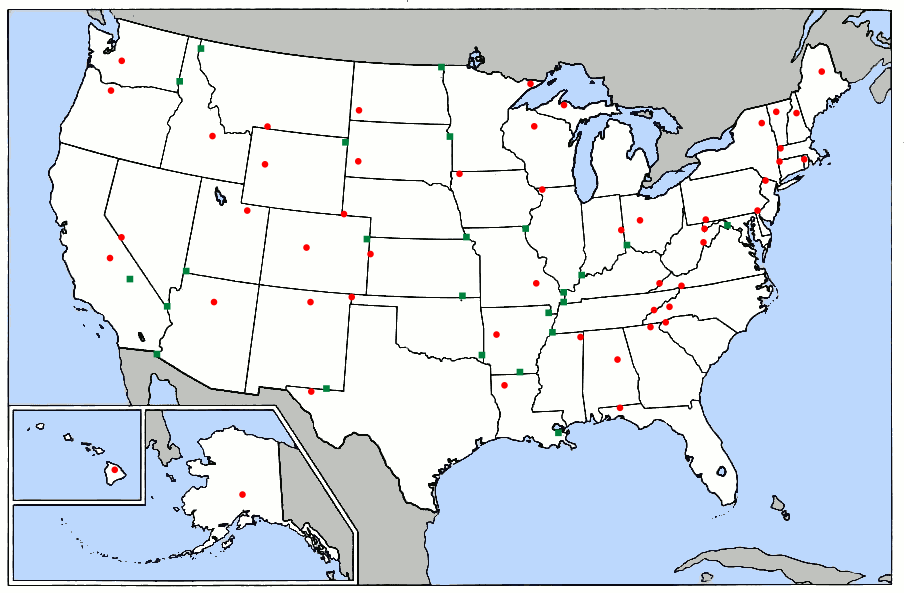
Points les plus hauts.
Points les plus bas (avec des exceptions pour les États où ces derniers sont des côtes ou des lacs).

L’altitude des États des États-Unis peut être décrite de plusieurs façons : par l'altitude de leur point le plus haut ou de leur point le plus bas, leur altitude moyenne et la différence entre leurs points les plus hauts et les plus bas. La liste qui suit est une comparaison des altitudes absolues des cinquante États et du district de Columbia. 

## Liste des États des États-Unis par altitude
| État                 | Point le plus haut | Altitude (haut) | Point le plus bas   | Altitude (bas) |
| -------------------- | ------------------ | --------------- | ------------------- | -------------- |
| Alabama              | Cheaha Mountain    | 735 m           | Golfe du Mexique    | 0 m            |
| Alaska               | Mont McKinley      | 6 190 m         | Océan Pacifique     | 0 m            |
| Arizona              | Pic Humphreys      | 3 852 m         | Colorado            | 21 m           |
| Arkansas             | Mont Magazine      | 839 m           | Ouachita            | 17 m           |
| Californie           | Mont Whitney       | 4 421 m         | Badwater            | −86 m          |
| Caroline du Nord     | Mont Mitchell      | 2 037 m         | Océan Atlantique    | 0 m            |
| Caroline du Sud      | Sassafras Mountain | 1 085 m         | Océan Atlantique    | 0 m            |
| Colorado             | Mont Elbert        | 4 401 m         | Arikaree            | 1 011 m        |
| Connecticut          | Mont Frissell      | 725 m           | Long Island Sound   | 0 m            |
| Dakota du Nord       | White Butte        | 1 069 m         | Rivière Rouge       | 229 m          |
| Dakota du Sud        | Pic Black Elk      | 2 208 m         | Lac Big Stone       | 294 m          |
| Delaware             | Ebright Azimuth    | 137 m           | Océan Atlantique    | 0 m            |
| Floride              | Colline Britton    | 105 m           | Océan Atlantique    | 0 m            |
| Géorgie              | Brasstown Bald     | 1 458 m         | Océan Atlantique    | 0 m            |
| Hawaï                | Mauna Kea          | 4 207 m         | Océan Pacifique     | 0 m            |
| Idaho                | Pic Borah          | 3 861 m         | Snake               | 216 m          |
| Illinois             | Charles Mound      | 376 m           | Mississippi         | 85 m           |
| Indiana              | Hoosier Hill       | 383 m           | Ohio                | 98 m           |
| Iowa                 | Hawkeye Point      | 509 m           | Mississippi         | 146 m          |
| Kansas               | Mont Sunflower     | 1 231 m         | Verdigris           | 207 m          |
| Kentucky             | Black Mountain     | 1 263 m         | Mississippi         | 78 m           |
| Louisiane            | Mont Driskill      | 163 m           | La Nouvelle-Orléans | −2 m           |
| Maine                | Mont Katahdin      | 1 606 m         | Océan Atlantique    | 0 m            |
| Maryland             | Hoye-Crest         | 1 024 m         | Océan Atlantique    | 0 m            |
| Massachusetts        | Mont Greylock      | 1 063 m         | Océan Atlantique    | 0 m            |
| Michigan             | Mont Arvon         | 603 m           | Lac Érié            | 174 m          |
| Minnesota            | Eagle Mountain     | 701 m           | Lac Supérieur       | 183 m          |
| Mississippi          | Woodall Mountain   | 246 m           | Golfe du Mexique    | 0 m            |
| Missouri             | Mont Taum Sauk     | 540 m           | Saint Francis       | 70 m           |
| Montana              | Pic Granite        | 3 904 m         | Kootenay            | 549 m          |
| Nebraska             | Panorama Point     | 1 653 m         | Missouri            | 256 m          |
| Nevada               | Pic Boundary       | 4 007 m         | Colorado            | 146 m          |
| New Hampshire        | Mont Washington    | 1 917 m         | Océan Atlantique    | 0 m            |
| New Jersey           | High Point         | 550 m           | Océan Atlantique    | 0 m            |
| New York             | Mont Marcy         | 1 629 m         | Océan Atlantique    | 0 m            |
| Nouveau-Mexique      | Pic Wheeler        | 4 013 m         | Red Bluff Reservoir | 866 m          |
| Ohio                 | Campbell Hill      | 472 m           | Ohio                | 139 m          |
| Oklahoma             | Black Mesa         | 1 516 m         | Little              | 88 m           |
| Oregon               | Mont Hood          | 3 429 m         | Océan Pacifique     | 0 m            |
| Pennsylvanie         | Mont Davis         | 979 m           | Delaware            | 0 m            |
| Rhode Island         | Jerimoth Hill      | 247 m           | Océan Atlantique    | 0 m            |
| Tennessee            | Dôme Clingmans     | 2 025 m         | Mississippi         | 54 m           |
| Texas                | Pic Guadalupe      | 2 667 m         | Golfe du Mexique    | 0 m            |
| Utah                 | Pic Kings          | 4 123 m         | Beaver Dam Wash     | 610 m          |
| Vermont              | Mont Mansfield     | 1 340 m         | Lac Champlain       | 29 m           |
| Virginie             | Mont Rogers        | 1 746 m         | Océan Atlantique    | 0 m            |
| Virginie-Occidentale | Spruce Knob        | 1 482 m         | Potomac             | 73 m           |
| Washington           | Mont Rainier       | 4 392 m         | Océan Pacifique     | 0 m            |
| Washington D.C.      | Fort Reno          | 125 m           | Potomac             | 0 m            |
| Wisconsin            | Timms Hill         | 595 m           | Lac Michigan        | 176 m          |
| Wyoming              | Pic Gannett        | 4 209 m         | Belle Fourche       | 945 m          |